# Хлебовский, Бронислав
Бронислав Хлебовский (10 ноября 1846, Варшава — 28 марта 1918, там же) — польский историк литературы, профессор Варшавского университета.

## Биография
Был сыном известного врача Яна Хлебовского. В 1863 году окончил варшавскую реальную гимназию и в том же году принял участие в антироссийском польском восстании. В том же году учился в подготовительной школе в Варшаве. В 1864—1868 годах изучал польский язык и историю в Варшавской главной школе, специализируясь на истории XVII века. С 1868 по 1909 год работал в преподавателем польского языка, истории литературы и культуры во 2-й женщиной варшавской гимназии, находившейся в ведении Ядвиги Сикорской. С 1872 года сотрудничал в ряде журналов, в том числе с такими изданиями, как «Ateneum», «Tygodnik Ilustrowany», «Książką». С 1909 года преподавал историю польской литературы в Обществе научных курсов в Варшаве. С 1916 года состоял профессором на кафедре истории польской литературы в Варшавском университете.
Хлебовский принимал участие в работе Варшавского научного общества. В 1907 году стал одним из членов-учредителей Общества, руководил его I отделом (в 1907—1916 годах) и комиссией по изучению истории литературы (в 1910—1917 годах), а также был с 1916 года президентом Общества (с 1914 года также являлся почётным членом). В 1914 году стал членом-корреспондентом Польской академии наук.
Научные интересы Хлебовского были связаны с историей польской литературы эпохи Возрождения, барокко и романтизма, историей польской культуры в целом и историей Варшавы. Кроме того, занимался изучением творчества различных польских поэтов и влиянием музыки на поэзию, серьёзно исследовал работы польских мемуаристов XVII века Яна Хризостома Паска и Самуила Маскевича. Считал географические и этнические факторы основополагающими для изучения литературного творчества. Написал ряд статей для Географического словаря Царства Польского, был одним из главных его сотрудников и с 1885 по 1902 год главным редактором. Сотрудничал с целым рядом научных журналов и энциклопедических изданий.
К числу наиболее известных его работ относятся труд польском поэте XVI века Кохановском («Jan Kochanowski w świetle é własnych utworów») и сочинение о произведениях Красинского «Nieboska i Irydjon, zarys rozwoja duchowego w pierwszym okresie twórczości poetyckiej» (1884).